# Championnats du monde de course en montagne 2011
Navigation
2010 2012
Le Championnat du monde de course en montagne 2011 est une compétition de course en montagne qui s'est déroulée le 11 septembre 2011 à Tirana, en Albanie. Il s'agit de la vingt-septième édition de l'épreuve.

## Résultats
La course féminine junior a lieu sur un parcours de 4,5 km et 500 m de dénivelé. La Slovène Lea Einfalt mène les débats et s'impose devant la Turque Çeşminaz Yılmaz et la Roumaine Denisa Dragomir.
Le parcours de l'épreuve junior masculine mesure 8,8 km pour 1 000 m de dénivelé. Le Colombien Saúl Antonio Padua Rodríguez tient tête aux coureurs turcs et parvient à prendre la tête. Dans la descente finale, il se fait cependant doubler par Adem Karagöz qui s'offre le titre. Son compatriote Murat Orak complète le podium,.
La course senior féminine se déroule sur le même tracé que celui des juniors masculins. Prenant part à ses premiers championnats du monde, l'Américaine Kasie Enman prend un départ prudent puis hausse le rythme en milieu de course et s'empare de la tête. Poursuivant sur son allure soutenue, elle se détache en tête et s'impose avec plus d'une minute d'avance sur la Russe Elena Rukhliada. La Française Marie-Laure Dumergues décroche la troisième marche du podium. L'Italie remporte le classement par équipes devant la République tchèque et le Royaume-Uni,.
L'épreuve senior masculine se déroule sur un parcours de 13,4 km et 1 500 m de dénivelé. En l'absence de l'équipe érythréenne, les Ougandais s'annoncent comme favoris. Thomas Ayeko prend le premier la tête de course, suivi par ses coéquipiers Martin Toroitich et James Kibet. Ces derniers souffrent de la chaleur écrasante et finissent par lever le pied, Thomas devant même abandonner à un kilomètre de l'arrivée. L'Américain Max King en profite pour reprendre les commandes de la course et s'impose devant le Turc Ahmet Arslan. Martin Dematteis, qui mène un trio italien complété par son frère Bernard et Marco De Gasperi, décroche la médaille de bronze. Ces derniers remportent ainsi le classement par équipes devant la Turquie et la France,,.

### Seniors

#### Courses individuelles
| Rang               | Athlète           | Pays       | Temps       |
| ------------------ | ----------------- | ---------- | ----------- |
| Médaille d'or      | Max King          | États-Unis | 52 min 6 s  |
| Médaille d'argent  | Ahmet Arslan      | Turquie    | 52 min 41 s |
| Médaille de bronze | Martin Dematteis  | Italie     | 52 min 57 s |
| 4                  | Bernard Dematteis | Italie     | 54 min 16 s |
| 5                  | Marco De Gasperi  | Italie     | 54 min 33 s |
| 6                  | Didier Zago       | France     | 54 min 50 s |
| 7                  | Ionuț Zincă       | Roumanie   | 54 min 52 s |
| 8                  | James Kibet       | Ouganda    | 55 min 9 s  |

| Rang               | Athlète                 | Pays               | Temps       |
| ------------------ | ----------------------- | ------------------ | ----------- |
| Médaille d'or      | Kasie Enman             | États-Unis         | 40 min 39 s |
| Médaille d'argent  | Elena Rukhliada         | Russie             | 41 min 47 s |
| Médaille de bronze | Marie-Laure Dumergues   | France             | 42 min 23 s |
| 4                  | Pavla Schorná-Matyášová | République tchèque | 42 min 39 s |
| 5                  | Lizzie Adams            | Royaume-Uni        | 42 min 43 s |
| 6                  | Mateja Kosovelj         | Slovénie           | 42 min 55 s |
| 7                  | Ornella Ferrara         | Italie             | 43 min 11 s |
| 8                  | Antonella Confortola    | Italie             | 43 min 14 s |

#### Courses par équipes
| Rang               | Pays | Points |
| ------------------ | --- | ------ |
| Médaille d'or      | Italie Martin Dematteis (3e) Bernard Dematteis (4e) Marco De Gasperi (5e) Gabriele Abate (14e) Emanuele Manzi (16e) Alex Baldaccini (24e) | 26     |
| Médaille d'argent  | Turquie Ahmet Arslan (2e) Ercan Muslu (13e) Adem Karataş (20e) Mehmet Akkoyun (30e) Arif Kıtır (33e) Deniz Kazan (67e)                    | 65     |
| Médaille de bronze | France Didier Zago (6e) Julien Rancon (10e) Guillaume Fontaine (17e) Renaud Jaillardon (44e) Saïd Jandari (66e)                           | 77     |

| Rang               | Pays                                                                                           | Points |
| ------------------ | ---------------------------------------------------------------------------------------------- | ------ |
| Médaille d'or      | Italie Ornella Ferrara (7e) Antonella Confortola (8e) Alice Gaggi (9e) Valentina Belotti (14e) | 24     |
| Médaille d'argent  | République tchèque Pavla Schorná-Matyášová (4e) Ivana Sekyrová (11e) Táňa Metelková (15e)      | 30     |
| Médaille de bronze | Royaume-Uni Lizzie Adams (5e) Emma Clayton (10e) Mary Wilkinson (16e) Kate Goodhead (41e)      | 31     |

### Juniors

#### Courses individuelles
| Rang               | Athlète                      | Pays     | Temps       |
| ------------------ | ---------------------------- | -------- | ----------- |
| Médaille d'or      | Adem Karagöz                 | Turquie  | 37 min 1 s  |
| Médaille d'argent  | Saúl Antonio Padua Rodríguez | Colombie | 37 min 40 s |
| Médaille de bronze | Murat Orak                   | Turquie  | 38 min 5 s  |

| Rang               | Athlète         | Pays     | Temps       |
| ------------------ | --------------- | -------- | ----------- |
| Médaille d'or      | Lea Einfalt     | Slovénie | 20 min 23 s |
| Médaille d'argent  | Çeşminaz Yılmaz | Turquie  | 20 min 36 s |
| Médaille de bronze | Denisa Dragomir | Roumanie | 20 min 44 s |

#### Courses par équipes
| Rang               | Pays                                                                                              | Points |
| ------------------ | ------------------------------------------------------------------------------------------------- | ------ |
| Médaille d'or      | Turquie Adem Karagöz (1er) Murat Orak (3e) Sönmez Dağ (8e)                                        | 12     |
| Médaille d'argent  | Pologne Bartłomiej Przedwojewski (6e) Tomasz Grycko (7e) Rafał Matuszczak (9e) Jakub Rygiel (12e) | 22     |
| Médaille de bronze | Italie Cesare Maestri (5e) Dylan Titon (13e) Andrea Pelissero (14e) Marco Barbuscio (37e)         | 32     |

| Rang               | Pays                                                                   | Points |
| ------------------ | ---------------------------------------------------------------------- | ------ |
| Médaille d'or      | Turquie Çeşminaz Yılmaz (2e) Sevilay Eytemiz (4e) Yasemin Can (5e)     | 6      |
| Médaille d'argent  | Roumanie Denisa Dragomir (3e) Alina Ioana Dan (8e) Laura Popescu (14e) | 11     |
| Médaille de bronze | Slovénie Lea Einfalt (1re) Eva Aljančič (13e) Tina Kozjek (34e)        | 14     |